# Санитетски воз у Краљевини Србији
Санитетски воз у Краљевини Србији био је композиција повезаних (специјално адаптираних и санитетским средствима опремљених) шинских вагона које је вукла или гурала једна или више локомотива, намењен за превоз (медицинску евакуацију) рањеника и болесника у ратним сукобима, и великим епидемијама заразних болести, на безбедну локацију или до места њиховог коначног медицинског збрињавања. (др М. Димић)

## Појам и организација медицинске евакуације у српској војсци
Појам медицинске евакуације
Под медицинском евакуацијом подразумева се пребацивање болесника и рањеника са једног места на друго из безбедносних или медицинских разлога, на којима ће им се сачувати живот и указанти одговарајућа медицинска помоћ, или ослобађање смештајних капацитета медицинских установа вишка болесника. 
Медицинска-санитетска евакуација у српској војсци
Медицинска-санитетска евакуација рањеника и болесника, у ратовима које је водила српска војска није био само озбиљан војно-здравствени проблем, већ и велики државни и друштвени проблем за Србију рату и након масовног повлачења српске војске у албанској голготи. Зато је медицинска-санитетска евакуација] у Краљевини Србији требало да буде добро организована у миру, као један кохерентан систем, који би могао да успешно одговори свим условима под којима би српска војска водила рат и збрињавала рањене и оболеле. 
Пропусти у руковођењу санитетским возовима
Како посебан значај у рату има не само добро организована већ и правилно руковођена евакуација рањеника и болесника, Србија је морала да руковођење евакуацијом концентрише у рукама једног централног тела, што она није учинила. Колико је то било од значаја код примене средстава масовног транспорта (као што су то санитетски возови) најбоље су показала негативна искуства српске војске с краја 19. века и почетком 20. века, кад је руковођење употребом санитетских возова препуштано разним институцијам па и железници што је имало за последицу читав низ пропуста у њиховој употреби;
| „ | Све чешће се догађало, да никакве наредбе ни заповести командирима возова нису саопштаване; само је уз воз прикачена локомотива и воз кренут; па су примљени рањеници и болесници остајали без хране за време транспорта. Беше неспоразума и с предајом рањеника и болесника позадинским болницама. С правом или не, ове грешке приписиване су железници, која је санитетске возове сматрала деловима сопственог „организма“; те чим би се на некој станици сакупило подоста рањеника и болесника, хитно је тражено од шефа железничког Саобраћајног одсека Врховне команде да се упути санитетски воз. Шеф наређује и – забуна је готова. | ” |

## Историја
Српска државна железница дала је непроцењив допринос у свим ратним операцијама Српске војске од 1884. до 1918. у превожењу војника и војне опреме на бојишта, као и у евакуацији рањеника и болесника санитетским возовима у болнице у позадини.
Санитетски возови за евакуацију рањеника и болесника настали су у Србији крајем 19. века, заслугом пуковника др Михајила-Мике Марковића, у то време начелника Санитета Министарства војске Србије. Српса војска је примену санитетских возова почела са неопремљеним теретним вагонима и фургонима да би захваљујући споразуму између Санитетске службе војске и железнице Србије, вагони треће класе са ходницима били технички „подешени“, да се у року од шест часова могу претворити у болничке вагоне, додавањем по осам Деспре-Амелинових направа (фр. Brechot Desprez Ameline), за смештај рањеника и болесника у вагонима.
Први српски санитетски воз је имао „маневре“ (војну вежбу) и проверу функционалности, 12 и 13. јула 1898. а био је састављен од локомотиве са тендером и фургоном, седам вагона за рањенике (пет са 72 лежаја за тешке и два за лекаше), мешовитог вагон за лекарско особље, једнан вагона треће класе за болничаре и на крају фургона кола за магацин, оставу за ствари рањеника, сопствену кухињу, апотеку (са комплетом санитетске опреме) и посебан вагон са опрационим столом за лакше интервенције. На свим вагонима налазила су се једнокрилна врата на зачељу која су се унутра отварала, те је на тај начин био омогућен потпун пролаз кроз цео воз, из једног вагона у други, што је омогућавало медицинском особљу надгледање рањеника и болесника за време превожња.
Ево како је санитетски воз српске војске описао новинар, дописник париског „Журнала“ Анри Барби ;
| „ | ...„Ови импровизовани возови су праве покретне болнице, са салама за превијање и операције, кујном и апотеком. Овакав распоред омогућава надзор и изношење болесника на успутним станицама. Жао ми је, што морам рећи, да смо ми, Французи, у овом погледу заостали иза Срба, јер су наши рањеници још приморани да се возе у фургонима за пртљаг“... | ” |

## Улога санитетских возова у  ратовима Краљевине Србије  у периоду од 1912. 1918.
О значају српских санитетских возова најбоље говоре запажања војводе Радомира Путника, који је њихову улогу у Првом светском рату окарактерисао овим речима:
| „ | Србија је у то време имала три армије, а ја сам имао прилику и част да командујем и четвртом, а то је била наша железница | ” |

### Санитетски возови у балканским ратовима
У Балканским ратовима захваљујући;...
„адекватној и брзој организацији железнице за евакуацију рањеника, српски санитетски возови били су најбоље уређени у то доба. Део заслуга припада др Милану Петровићу, као и осталом санитетском особљу, које је предано обављало своје дужности, а делом инжењерима и радницима Нишке железничке радионице, која је извршила поправку и адаптирала возове за потребе санитета. Бољем функционисању возова допринеле су чланице „Кола српских сестара“, које су на железничким станицама дочекивале транспорте рањеника, организовале исхрану и освежења...“
Српски санитет једини је на Балкану ушао у балканска ратове опремљен  са три санитетска  воза формирана 1912. годимне, која су превезла  са свих српских и савезничких бојишта у Балканским ратовима око 110.000 српских, савезничких и непријатељских рањенике и болеснике, до позадинских болница при чему је сваки воз превалио по 30 до 40.000 километара.
Возови су саобраћали на прузи Београд - Ниш - Скопље, затим  Солуин - Битољ - Солон, Ниш - Софија - Пловдив - Мустафа - Једрене.
Сваки од возова могао је да примеи 180-200 тешких рањеника у лежећем положају и 200 - 400 рањеника, који су могли седети или ходати.

Санитетски возови број 1 и 3, превозили су бугарске рањенике, савезнике у Првом балканском рату а непријатеље у Другом балканском рату. Санитетски воз бр. 3 је службено стављен на располагање грчком војном санитету у јулу 1913. (када су Бугари пресекли везу између Солуна и Скопља) и превозио је грчке рањенике и болеснике.
Формацијски састав санитетских возова у ратовима од 1912. до 1914. године.
| Састав              | Главна пруга 1912. | Главна пруга 1913. | Главна пруга 1914. | Узани колосек |
| ------------------- | ------------------ | ------------------ | ------------------ | ------------- |
| Лекара              | 2                  | 1                  | 2                  | 1             |
| Лекарских помоћника | 1                  | 1                  | 1                  | 1             |
| Апотекара           | -                  | 1                  | 1                  | -             |
| Подофицира          | 5                  | 4                  | 4                  | 1             |
| Болничара           | 20                 | 20                 | 20                 | 12            |

### Санитетски возови уВеликом рату
У моменту објављивања рата од стране Аустроугарске Србија је већ располагала са два санитетска воза на главној железничкој станици Београд - Ристовац и са једним санитетским возом на прузи узаног колосека Сталаћ - Ужице. Ови возови били су добро опремљени и снабдевени санитетским материјалом, попут пољских болница. Када у саставу композиције није била укључена кухиња (што се у каснијем току ратовања показало као лоше решење), онда су, приликом транспортовања, исхрану организовали добровољци и хуманитарне организације на успутним железничким станицама.
После велике аустроугарске офанзиве августа и новембра 1914. санитетски воз, који је саобраћао између Младеновца и Ваљева, у јеку борбе на Церу и Мачковом камену превезао је од две до три хиљаде рањеника. Велики број рањеника, десетине хиљада заробљеника и стотине хиљада становника западних округа Србије, који су недељама били у покрету отежали су и онако лоше стање народног здравље. Зато су два санитетска воза на пругама нормалног и један на прузи узаног колосека, у том периоду, коришћена за транспорт оболелих од пегавца, и друге санитетске намене, а не само превожења рањеника и болесника. 
Захваљујући санитетским возовима, који су се кретали пругама Србије у току 1914. и 1915, све до окупације Србије октобра 1915, и повлачења српске војске кроз Албанију, када је санитетским возом, на његовој последњој дестинацији до Лесковца командовао лично др Милан Петровић, превезен је велики број рањеника и болесника у многе болнице у унутрашњости Србије. У тешким данима одступања, 1915. санитетским возовима евакуисан је и велики број рањеника и болесника из Србије у Грчку.

### Возове за дезинфекцију, депедикулацију и вакцинацију
Победа српске војске донела је затишје на фронту и десетомесечни предах Србији у Првом светском рату (1914. и 1915. године.
Значајну улогу у борби против епидемије тифуса одиграо је посебан санитетски воз за дезинфекцију и вакцинацију, који се кретао пругама Србије, са севера на југ, заустављао се на најпогоднијем месту на прузи, и до њега су довођени војници на „брзинску” вакцинацију против колере, и на комплетну дезинфекцију њиховог тела и одеће.
Два оваква воза направљена су када је постало јасно да пегави тифус угрожава целу Краљевину Србију, српска влада се у фебруару 1915. године обратила за помоћ савезницима, пре свих Француској и Енглеској.
Почетком марта у Србију је дошла енглеска медицинска мисија са 25 чланова, на челу са пуковником др Вилијамом Хантером, нешто касније је дошла француска мисија са око 100 лекара, а после њих и америчка медицинска мисија.

О свом првом дневном путовању возом кроз Србију, од Ниша до Крагујевца, др Хантер у својој књизи пише:
гомиле сељака у бундама од овчијег крзна - идеалном станишту за безбројне ваши, како се тискају да уђу у композицију. Вагони воза заударали су на јак мирис нафталина и камфора који су узалудно коришћени у покушају да се сузбије зараза... Целокупна железничка мрежа је деловала...као заразна река која преноси заразу уздуж и попреко по целој земљи - од војних области ка цивилним областима и обрнуто.
 На основу ових сазнања 8. марта 1915. године пуковник Хантер је предложио српској влади неколико мера за спречавање даљег ширења и за санацију епидемије пегавог тифуса:
- Дезинфекцију и дезинсекцију одела, рубља и постељине оболелих, али и целокупног становништва и припадника војске, применом металних буради (или дрвена са металним дном) у којима се откувава одело, рубље и постељина, по предлогу потпуковник др Стамерса, епидемиолога. Тај изим потпуковника Стамерса је класније назван „српско буре“.
- Ограничено и строго контролисано кретање војске и становништва, посебно железницом. Вршена је контрола свих путника да ли су болесни и да ли су вашљиви. Сви сумњиви на болест су издвајани, праћени да ли ће се разболети и по потреби лечени, а вашљивима је вршена депедикулација и тек тада дозвољавано путовање.
- Привремено обустављање целокупног железничког саобраћаја и оснивање карантинских и дезинфекционих станица на железници. Сви возови осим службених нису саобраћали од 16. марта до 16. априла 1915. године и - број новооболелих нагло је опао.
- Забрану посета болесницима у болницама.

Како су у тим годинама Србијом владале епидемије заразних болести два санитетска воза су преименована у возове за дезинфекцију и депедикулацију (уништавање вашију). Један је саобраћао јужно од Сталаћа, други северно, а трећи, на прузи узаног колосека Сталаћ-Ужице. Задатак ових санитетских возова је био:

...„дезинфиковати све железничке станице, све путничке возове, радионице и локале у којима борави или спава железничко особље, трећепозивци и заробљеници који су употребљавани за рад. Вршене су и антитифозне вакцинације свег железничког особља, њихових породица, трећепозиваца, свих оних који су на ма који начин били упослени на железницама“...
Тако су захваљујући др Хантеру наведене мере су веома брзо дале добре резултате. Већ крајем марта 1915. године дошло је до благог пада броја оболелих, смањење оболевања, које је било евидентно у априлу, у мају се региструју ретки случајеви обољења, а средином јуна 1915. године епидемија пегавог тифуса у Србији је окончана.